# Estación de Unquera
Unquera es una estación de ferrocarril situada en el municipio español de Val de San Vicente en la comunidad autónoma de Cantabria. Forma parte de la red de vía estrecha operada por Renfe Operadora a través su división comercial Renfe Cercanías AM. Cuenta con servicios regionales.

## Situación ferroviaria
La estación se encuentra en el punto kilométrico 454,5 de la línea férrea de ancho métrico que une Oviedo con Santander, entre las estaciones de Colombres y de Pesúes, a 4 metros de altitud. El tramo es de vía única y está sin electrificar.

## La estación
El edificio de viajeros tiene tres plantas y un tejado a dos aguas, en disposición lateral a las vías. Cuenta con una marquesina en el andén lateral, que sirve a la vía principal 1. 
El central, sin refugio, da servicio a las vías derivadas 3 y 5. Los andenes han sido recrecidos y son aptos para personas con discapacidad.
Existe una vía derivada 7 sin acceso a andén, así como 2 vías más de estacionamiento de trenes (vías 2 y 4) en el lado sentido Santander. Actualmente dos convoyes de tolvas llevan estacionados desde 2017 en estas vías de apartado, a falta de un destino mejor. Las vías derivadas 9 y 11 están inutilizadas y no se contabilizan en este artículo.
Existe un antiguo depósito de agua para su uso con locomotoras de vapor. El elemento es puramente estético y ha sido integrado en un parque infantil en los terrenos de la propia estación.
Está situada en el límite con Asturias, de la que le separa el Río Deva, de hecho una señal de avanzada se halla en el Principado de Asturias.

## Historia
Fue abierta al tráfico el 20 de julio de 1905, con la puesta en servicio del tramo Llanes-Cabezón de la Sal de una línea que con este tramo completaba su recorrido entre Santander y Llanes. Las obras corrieron a cargo de la Compañía del Ferrocarril Cantábrico. En 1972, el recinto pasó a depender de la empresa pública FEVE que mantuvo su gestión hasta el 31 de diciembre de 2012. El día siguiente la explotación fue atribuida a Renfe Operadora y las instalaciones a Adif.

## Servicios ferroviarios

### Regionales
Los trenes regionales de Renfe Cercanías AM que unen Oviedo y Santander tienen parada en la estación.
| Línea | Origen/Destino | Paradas intermedias | Destino/Origen |
| ----- | -------------- | --- | -------------- |
|       | Oviedo         | La Corredoria · Parque Principado · Colloto · Meres · Fonciello · El Berrón · La Carrera · Pola de Siero · Los Corros · Lieres · El Remedio · Llames · Nava · Fuente Santa · Ceceda · Carancos · Pintueles · Infiesto · Infiesto-Apeadero · Villamayor · Sebares · Soto de Dueñas · Ozanes · Policlínico de Arriondas · Arriondas · Fuentes · Toraño · Cuevas · Llovio · Ribadesella · Camango · Belmonte · Nueva · Villahormes · Posada · Balmori · Celorio · Poo · Llanes · San Roque del Acebal · Vidiago · Pendueles · Colombres · Unquera · Pesúes · San Vicente de la Barquera · El Barcenal · Roiz · Treceño · Cabezón de la Sal · San Pedro de Rudagüera · Puente San Miguel · Torrelavega-Centro | Santander      |